# Juan Tarodo
Juan Tarodo   (Madrid, 12 de juny de 1960 - Madrid, 9 de maig de 2013), nom amb que era conegut Juan Antonio Tarodo Gallego, va ser un compositor, lletrista i músic percussionista espanyol, conegut per haver estat un dels fundadors de la banda Olé Olé.
Va iniciar estudis de medicina, però els va abandonar per dedicar-se a la música. Va ser fundador i bateria de la banda Olé Olé de 1982 fins a la seva dissolució el 1993, assolint molt d'èxit amb cançons com No controles, Voy a mil o Conspiración. Després de la seva carrera amb la banda, va continuar treballant en la música com a productor d'artistes tant espanyols com llatinoamericans com Pedro Marín, Joe Luciano, Aníbal Berraute, Caco Senante, José Luis Rodríguez o Juan Gabriel. Com a compositor, va ser autor de més de trenta cançons registrades a la Societat General d'Autors i Editors.
Una de les seves darreres aparicions va ser al programa ¡Qué tiempo tan feliz!, on va recordar l'experiència com a bateria d'Olé Olé i on va retrobar-se amb les antigues vocalistes Vicky Larraz i Sonia Santana. Malalt de leucèmia els darrers mesos de la seva vida, que va obligar-lo a deixar la feina i va provocar-li problemes econòmics. Va morir la matinada del 9 de maig de 2013.
En l'àmbit personal, va mantenir una relació amb la segona vocalista d'Olé Olé, Marta Sánchez, entre 1987 i 1989. Més tard va casar-se amb Marta Ugena, amb qui va tenir dos fills.